# Iulia Drusilla
Iulia Drusilla (* 40 n. Chr.; † 24. Januar 41 n. Chr.) war die einzige Tochter des römischen Kaisers Caligula und seiner Frau Milonia Caesonia.
Sueton nennt Iulia Drusilla, die von Caligula nach seiner verstorbenen Lieblingsschwester Drusilla benannt wurde, mit ihren beiden Namen; bei Cassius Dio heißt sie nur Drusilla. Nach dem letzteren Autor sei Iulia Drusilla 30 Tage nach Caligulas Hochzeit mit Milonia Caesonia geboren worden und der Kaiser habe sich dadurch im Glauben an seine eigene Göttlichkeit bestärkt gesehen. Sueton dagegen behauptet, dass der Kaiser Caesonia sofort nach der Geburt der Iulia Drusilla geheiratet habe. Nach der Geburt ließ Caligula das Kind auf dem Kapitol der Jupiterstatue auf die Knie legen, um sie als seine Tochter vorzustellen. Er selbst trug sie durch die Tempel aller Göttinnen in Rom und vertraute sie besonders dem Schutz der Minerva an. Auch ließ er Gelder für die Erziehung und Mitgift seiner Tochter eintreiben. Beim Spielen mit anderen Kindern versuchte sie angeblich, ihnen die Augen auszukratzen; Caligula sah sich wegen dieser Wildheit als Vater bestätigt.
Beim Prätorianeraufstand, bei dem ihre Eltern ermordet wurden, starb auch Iulia Drusilla. Laut Sueton wurde der Säugling mit voller Wucht gegen eine Wand geworfen.